# Siméon Vailhé
Siméon Vailhé, né Mathieu Vailhé le 19 juillet 1873 à Lunel (Hérault), et mort le 5 septembre 1960, à Lormoy (Essonne), est un assomptionniste spécialiste des études byzantines. On a aussi de lui une biographie d'Emmanuel d'Alzon.
Il a écrit dans Échos d'Orient sous le pseudonyme « F. Delmas ».